# لکس فریدمن
لکس فریدمن (/'lɛks 'fri:dmæn/; FREED-man) دانشمند رایانه، محقق هوش مصنوعی و پادکستر روسی-آمریکایی و دارای عنوان دانشمند محقق در مؤسسه فناوری ماساچوست است. او بیشتر به‌خاطر اجرای مجموعه پادکست و مجموعهٔ یوتیوبی پادکست لکس فریدمن شناخته می‌شود که در آن با طیف گسترده‌ای از مهمانان به مصاحبه می‌پردازد.

## اوایل زندگی
فریدمن در ۱۵ اوت ۱۹۸۳ در چکالوفسک (که در آن زمان بخشی از روسیه شوروی بود) به دنیا آمد و در مسکو بزرگ شد. او اصالت اوکراینی-یهودی دارد. پدر یهودی او، الکساندر فریدمن، یک فیزیکدان پلاسما و زادهٔ کی‌یف است و اکنون به‌عنوان استاد کرسی جان ای. نیهایم و مدیر مؤسسهٔ پلاسمای سی.جی. نیهایم در دانشکدهٔ مهندسی دانشگاه درکسل مشغول به کار است. مادربزرگ مادری او زادهٔ خارکف است و در همان شهر بزرگ شده‌است، و پدربزرگ مادری او یک نظامی در شاخهٔ اوکراینی ارتش سرخ در جنگ علیه نازی‌ها در طول جنگ جهانی دوم بوده‌است.
فریدمن در سال ۱۹۹۴ در سن ۱۱ سالگی به‌همراه خانوادهٔ خود به ایالات متحده آمریکا مهاجرت کرد. او در دبیرستان نوکوا ولی در ناپرویل، ایلینوی تحصیل کرد و در سال ۲۰۰۱ از این مدرسه فارغ‌التحصیل شد. سپس در سال ۲۰۱۰ مدرک کارشناسی و کارشناسی ارشد خود را در رشتهٔ علوم رایانه از دانشگاه درکسل، و پی‌اچ‌دی خود را در رشتهٔ مهندسی برق و رایانه در سال ۲۰۱۴ از دانشگاه درکسل دریافت کرد.

## حرفه کاری

### علوم رایانه
فریدمن فعالیت حرفه‌ای خود را با کار بر روی یادگیری ماشینی در شرکت گوگل آغاز کرد. او در حال حاضر به‌عنوان دانشمند محقق در دانشگاه ام‌آی‌تی مشغول به کار است. او در سال ۲۰۱۷ به کار بر روی بینایی رایانه‌ای، یادگیری ژرف و برنامه‌ریزی الگوریتم‌هایی برای خودروهای نیمه‌خودران پرداخت.

### پادکست لکس فریدمن
فریدمن کار بر روی پادکست خود را از سال ۲۰۱۸ شروع کرد، که در ابتدا به عنوان بخشی از دورهٔ آموزشی 6.S009 در دانشگاه ام‌آی‌تی در مورد هوش جامع مصنوعی بود. در ابتدا عنوان این پادکست پادکست هوش مصنوعی بود که بعداً به پادکست لکس فریدمن تغییر یافت تا نام آن بتواند طیف گسترده‌تر موضوعات تحت پوشش این پادکست را بازتاب دهد. فریدمن در این پادکست در مورد موضوعاتی نظیر «هوش مصنوعی، علوم، فناوری، تاریخ، فلسفه و ماهیت هوش، آگاهی، عشق و قدرت» با دیگران به گفتگو می‌پردازد.
این پادکست به‌دلیل مصاحبه با طیف گسترده‌ای از مهمانان شناخته شده‌است و تاکنون میزبان افرادی نظیر مایکل مالیس، نویسنده، ماگنوس کارلسن، استادبزرگ شطرنج، داگلاس موری، نویسنده، ری دالیو، سرمایه‌دار، ریچارد داوکینز، زیست‌شناس، دستینی، تحلیل‌گر سیاسی و استریمر، جک دورسی، کارآفرین، راجر گریسی، هنرمند رزمی، گرایمز، موسیقی‌دان، تاد هاوارد، طراح بازی‌های ویدئویی، ایلان ماسک، تاجر و کارآفرین حوزهٔ فناوری، جردن پیترسون، روان‌شناس، جو روگان، پادکست‌ساز، ریک روبین، تهیه‌کنندهٔ موسیقی، بن شاپیرو، تحلیل‌گر سیاسی، جورج سنت پیر، هنرمند رزمی، الیور استون، فیلم‌ساز، کانیه وست، موسیقی‌دان، مارک زاکربرگ، کارآفرین، و دمیس هاسابیس، پژوهشگر هوش مصنوعی بوده‌است.

## زندگی شخصی
فریدمن در اوقات فراغت خود به نواختن گیتار و پیانو می‌پردازد. او همچنین دارای کمربند مشکی در رشتهٔ جوجیتسو برزیلی است. او در چندین رقابت گراپلینگ شرکت کرده‌است که مبارزهٔ او با گری تانن در سال ۲۰۱۳ از جملهٔ شناخته‌شده‌ترین حضور او در این رقابت‌ها بوده‌است.